# Kasia von Szadurska

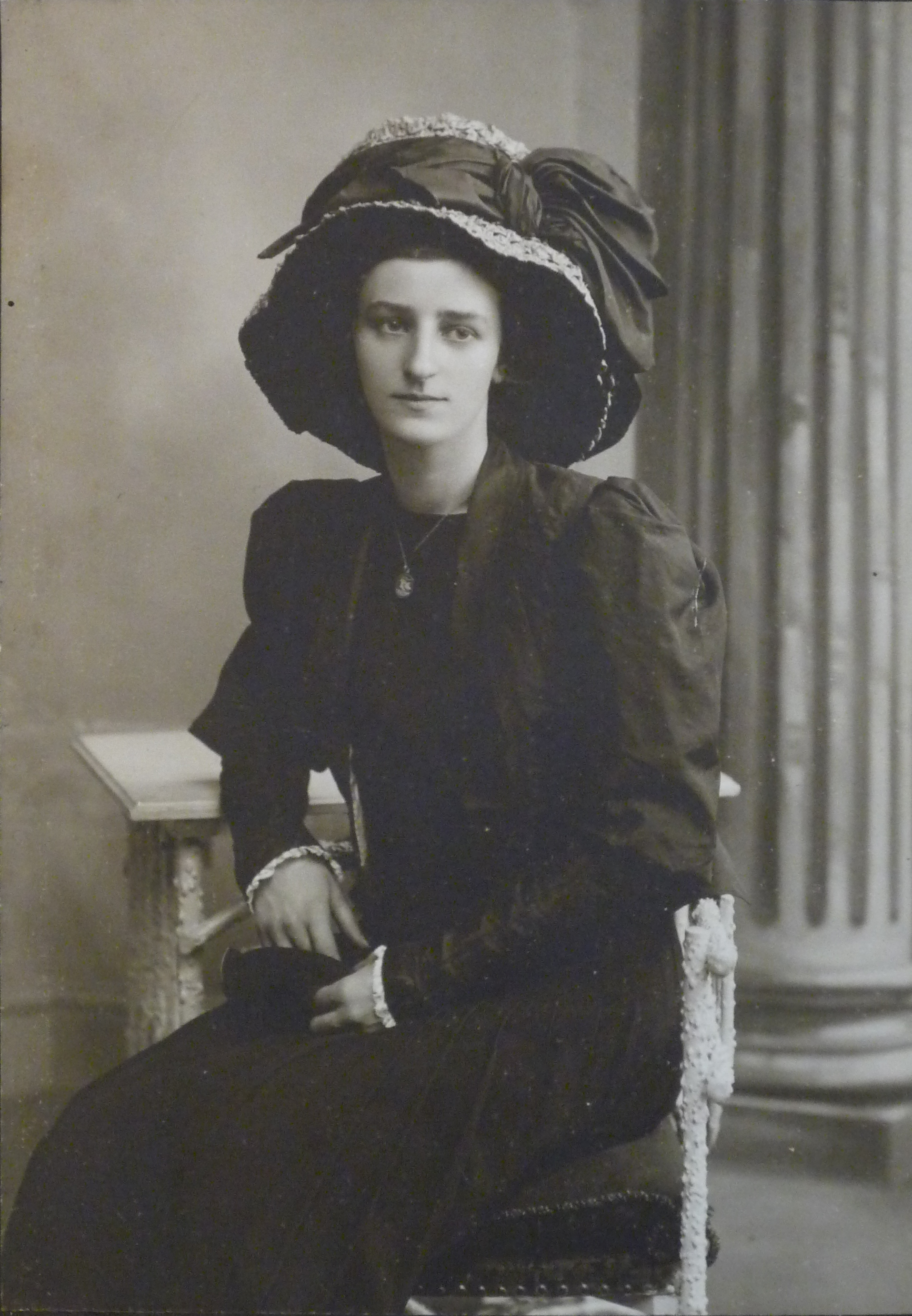
Kasia von Szadurska auf einer Fotografie von Julius Staudt, um 1913

Kasia von Szadurska (* 23. Februar 1886 in Moskau; † 3. April 1942 in Berlin) war eine deutsche Malerin und Grafikerin. Rund 25 Jahre lebte und arbeitete sie am Bodensee (Konstanz und Meersburg). Ihre Werke sind zwischen Expressionismus und Neuer Sachlichkeit einzuordnen. In ihrer Frühzeit schuf von Szadurska zahlreiche expressive Grafiken, später wandte sie sich vermehrt dem Porträt zu, aber auch Landschaften und Stillleben gehören zu ihren Genres. Ihren künstlerischen Höhepunkt hatte von Szadurska unmittelbar nach dem Ersten Weltkrieg und in den 1920er-Jahren mit Grafiken, Buchillustrationen und Gemälden, die sich mit der zweiten Welle des Expressionismus oder der Neuen Sachlichkeit auseinandersetzten.

## Stationen des Lebens
Geboren wurde Kasia von Szadurska am 23. Februar 1886 als Margarethe Casimirowna Schadursky in Moskau.

### Wanderjahre in Deutschland

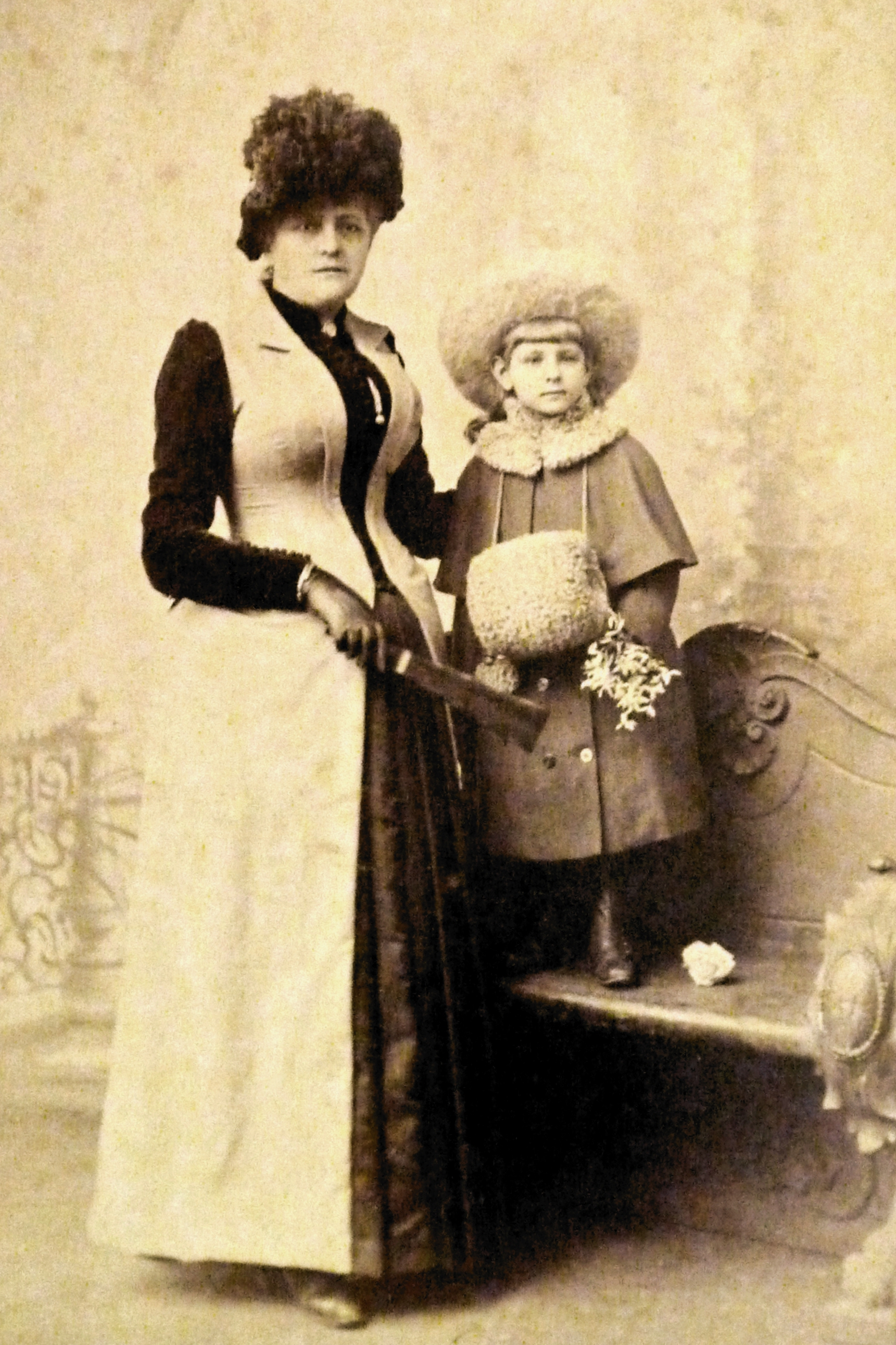
Kasia von Szardurska mit ihrer Adoptivmutter (1890)

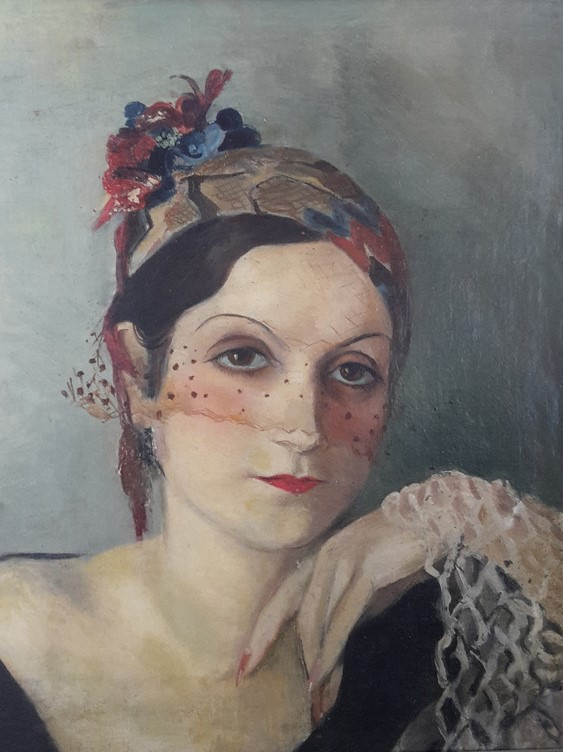
Kasia von Szardurska (Selbstbildnis)

Im Alter von vier Jahren kam sie nach Deutschland. Vermutlich lebte sie als Adoptivkind der Familie Sternberg in oder bei Dresden. 1903 ging Kasia für eineinhalb Jahre nach Düsseldorf und erhielt Zeichenunterricht bei Willy Spatz (1861–1931), der auch an der Düsseldorfer Kunstakademie lehrte. Im Mai 1905 zog die Familie nach Hamburg. Dort erhielt Kasia Unterricht von Carl Rotte (1862–1910). Hier wandte sie sich verstärkt dem Porträt zu, aber auch die Tiere in Hagenbecks Tierpark faszinierten die angehende Künstlerin. Am 23. September 1907 verließ sie Hamburg und meldete sich in der Theresienstraße 66 in München an. Auf der Schülerinnenliste der Damenakademie des Münchner Künstlerinnenvereins ist für die Jahre 1907/1908 und 1908/1909 eine Margarethe von Szadurska-Sternberg belegt. Unterricht hatte sie u. a. beim Illustrator und Jugendstilmaler Robert Engels (1866–1926), der in dieser Zeit das Kopf- und Aktzeichnen lehrte. Auch damals interessierte sie sich für die Porträtmalerei. Dem Aufenthalt in München schlossen sich mehrjährige Aufenthalte in Dresden und Berlin an, während derer sie sich mit der Grafik und Plakatkunst auseinandersetzte.

### München, Meersburg, Konstanz
Kurz nach ihrer Ankunft in München lernte die Künstlerin den angehenden Juristen Otto Ehinger aus Meersburg kennen, am 26. April 1910 heirateten sie im böhmischen Niedergrund. Ehinger, Sohn eines Brauereibesitzers in Meersburg, hatte von 1902 bis 1908 Jura in Freiburg und München studiert. Er verdiente seinen Lebensunterhalt als Publizist und Reisejournalist. Um der Wehrpflicht zu entgehen, kehrte er 1914 alleine in die elterliche Brauerei in Meersburg zurück. Während er bereits am Bodensee weilte, war Kasia von Szadurska vermutlich nach Dresden gereist. Ihr Künstlerkollege Conrad Felixmüller fertigte dort 1915 eine Kohlezeichnung von ihr an.
Während des Ersten Weltkriegs zog Kasia von Szadurska an den See nach Konstanz, in die Nähe ihres Ehemanns, der weiterhin in Meersburg wohnte. Die Konstanzer Zeitung berichtete im Dezember 1915 über Künstlerpostkarten und erste Werke, welche von der „jungen, begabten, vor kurzem am Bodensee niedergelassenen“ Künstlerin Kasia von Szadurska stammten. 1916 übernahm Ehinger die Geschäfte des Familienunternehmens. Das Verschweigen seiner Ehe führte für Ehinger zum politischen Skandal: Als vermeintlich alleinstehender, junger Mann der Meersburger Oberschicht mischte er sich in die dortige Politik ein. Seinen zahlreichen Gegnern blieb nicht verborgen, dass er regelmäßig an den Wochenenden nach Konstanz fuhr. In Folge gab er seine Kandidatur zum Abgeordneten bei den Badischen Landtagswahlen am 12. Januar 1919 auf. 1922 zog von Szadurska zu ihrem Ehemann nach Meersburg und richtete sich ein Atelier im Ehinger-Wohnhaus am Droste-Hülshoff-Weg ein.
1935 wurde die Ehe geschieden. Die Schuld am Scheitern der Ehe wurde der Künstlerin zugewiesen, weil sie ein Verhältnis mit dem Konstanzer Maler Johannes Kutscher zugab. Das Sorgerecht für die beiden Söhne Till (* 1920) und Thorgrim (* 1923) wurde Ehinger zugesprochen.

### Verfemung
Bereits ein Jahr vor der Scheidung kehrte Kasia von Szadurska nach Konstanz zurück und wandte sich verstärkt der Porträtmalerei zu; aber auch einige großformatige Bilder mit Blumensträußen und Landschaften entstanden. Mit der Herrschaft der Nationalsozialisten wandelte sich der Kunstgeschmack und als alleinstehende Frau war sie auf Aufträge angewiesen. Als einfühlsame Porträtistin überzeugte sie nach wie vor, auch wenn das Bodenständige oder Liebliche gelegentlich überhandnahm. Ihre Stärke in der Komposition, Detailausarbeitung und Farbgebung weisen auch ihre Spätwerke auf.
Im Zuge der Aktion „Entartete Kunst“ wurden aus dem Bestand der Städtischen Wessenberg-Galerie Konstanz das Ölgemälde Fährehafen von Meersburg von Kasia von Szadurska und die vier Bildnisstudien der Tatjana Barbakoff, beide 1929 angekauft, beschlagnahmt. Ausgerechnet die Zeichnungen dieser Tänzerin, die im Konzentrationslager starb, wurden der Galerie ein Jahr später zurückgegeben. Das vergleichsweise „harmlose“ Fähre-Ölbild war bei der Rückgabe nicht dabei.

### Rückzug nach Berlin
Ab Ende 1937 verlagerten sich die Kontakte vom Bodensee nach Berlin. Sie unternahm immer längere Reisen in die Hauptstadt, trat 1940 in den Verein der Berliner Künstlerinnen ein und nahm an mindestens zwei Ausstellungen teil. Sie hatte eine Wohnung in Berlin-Wilmersdorf. In Berlin war sie bereits eine gebrochene Frau: Die Trennung von den Kindern und ihr schlechter Gesundheitszustand – ein Attest aus dem Nachlass notiert eine Brust-Amputation – führten die Künstlerin zu Beginn des Jahres 1942 in ein Berliner Krankenhaus, in dem sie am 3. April desselben Jahres verstarb.

## Malstil und Interessengebiete
Am Bodensee ist die Künstlerin russischer Herkunft als Dame der Großstadt bekannt, die es durch die Heirat mit einem Meersburger Bürgersohn in die Provinz verschlug. Die Kleinstadt am Bodensee hatte in den 1920er Jahren kaum mehr als 2000 Einwohner und schien kein geeigneter Ort für eine Malerin, die zuvor in Berlin und München gewirkt hatte. Der Schriftsteller John Jönsson beschrieb 1925 die Situation folgendermaßen: „Leichter sie sich zu denken in einer Bohème-Mansarde der Großstadt als in einer Meersburger Villa als Gattin der Stütze der Gesellschaft.“ Aus der Zeit vor dem Ersten Weltkrieg sind kaum Werke von ihr bekannt, obwohl die Konstanzer Zeitung Ende des Jahres 1915 von einigen Werken berichtet.

### Expressionismus
In Konstanz gehörte sie zu den Gründungsmitgliedern der expressionistischen Vereinigung „Breidablik“ von 1919, der ersten Malervereinigung am Bodensee. Auffallend – besonders im Gegensatz zum „Kreis“ – ist, dass nur sechs Künstler beteiligt waren: neben Hans Breinlinger, Karl Einhart, Fritz Gaum und den beiden Kunsthandwerkern Albert Schatz und Fritz Schmidt Kasia von Szadurska. Die Verkaufsausstellung fand in der späteren Wohnung von Szadurskas, dem ehemaligen Gartenhäuschen an der Laube in Konstanz statt. Unterstützt wurde die Künstlergruppe von Fritz Leib, einem Kaufmann, der von den verkauften Kunstwerken 30 % Provision erhob. Glaubt man der verschlüsselten Schlussbemerkung im Jahresbericht von 1919 im Bodenseebuch von 1921, dann soll das Verhalten dieses Kaufmanns der Grund für den kurzen, nur ein paar Monate dauernden Zusammenhalt der Gruppe sein.

### Grafiken

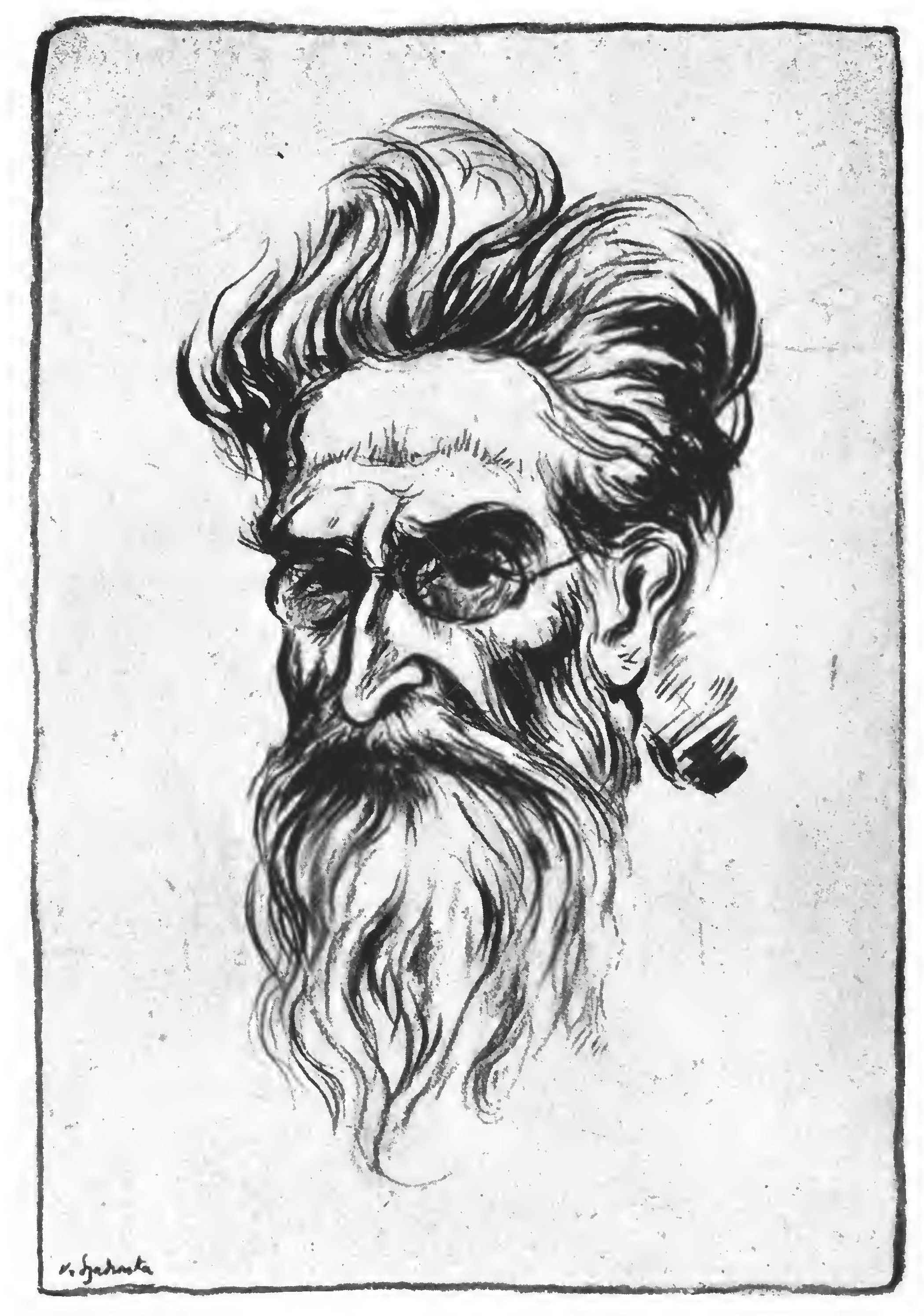
Porträt von Fritz Mauthner (1916)

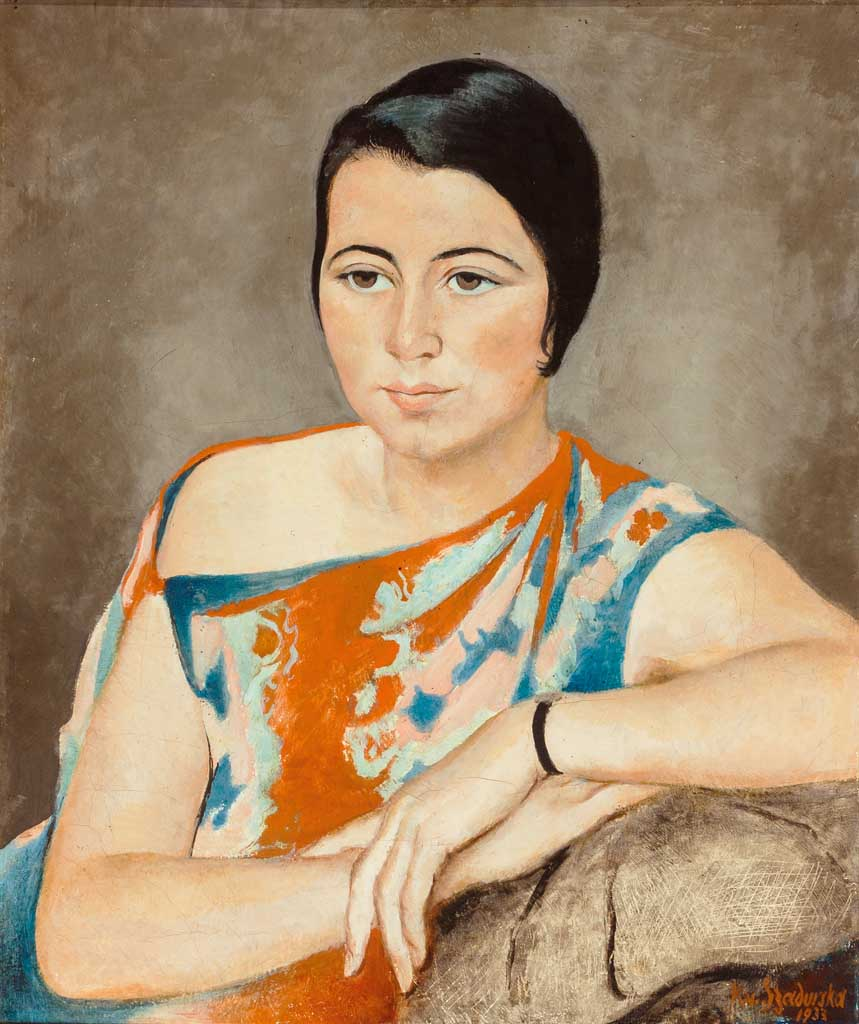
Porträt von Helga Schlegel (1933)

Kasia von Szadurska war vor allem eine hervorragende Grafikerin, die ihre Eindrücke mit sicherem, schnellem Strich festhielt. Ihre Vorliebe für düstere Szenen und erotische Frauendarstellungen sind stilistisch dem ausklingenden Expressionismus verpflichtet, inhaltlich jedoch eigenständig. Das ab 1914 von Norbert Jacques herausgebrachte Bodenseebuch bot für Illustrationen eine Plattform, bei der Kasia von Szadurska ihre zeichnerischen Fähigkeiten immer wieder unter Beweis stellen konnte. Ferner illustrierte sie zahlreiche Publikationen für örtliche Verlage wie Reuss & Itta oder Otto Wöhrle in Konstanz, für Bücher von Wilhelm von Scholz und nahm an vielen Ausstellungen teil, die nicht zuletzt auch die Künstlervereinigung „Der Kreis“ (Bodenseegebiet) organisierte.
Von dem in Meersburg im Glaserhäusle lebenden Philosophen Fritz Mauthner fertigte sie 1916 eine Porträtzeichnung an. Um bürgerliche Konventionen und Barrieren der Schicklichkeit sorgte sich die Künstlerin nicht – ihre 1921 in limitierter Auflage erschienene Mappe Zehn Akte beispielsweise ist eine zarte Hommage an die lesbische Liebe. In ihren frühen Werken verarbeitete sie ähnliche Themen auch als Ölgemälde, in denen meist expressive Farben dominieren. Darüber hinaus nahm sie an großen Ausstellungen teil, z. B. 1925 und 1927 in Berlin und 1930 in Freiburg. Ferner existiert ein interessanter Artikel über Künstlerinnen, in dem von Szadurska in dem illustren Kreis von Käthe Kollwitz, Marie Laurencin und Emy Roeder vorgestellt wird.
Zeitlebens kokettierte Kasia von Szadurska mit ihrer geheimnisvollen, fremdländischen Herkunft. In Sujets wie Nachtszenen, Spelunken-, Mörder-, Gefängnisdarstellungen, Masken- oder Katzenporträts setzte sie sich mit befremdlichen und düsteren Themen auseinander, welche allerdings auch für Arbeiten vieler Künstler nach dem Ersten Weltkrieg bezeichnend sind. Zwei frühe Ölgemälde in Privatbesitz, welche eine Zirkusdarstellung und einen Seiltänzer zeigen, dokumentieren den motivisch engen Zusammenhang zwischen der Grafik und der Ölmalerei. Fein in der Darstellung und Anlage überzeugen die Motive in der farblich expressiven Umsetzung und spielen mit dem Geheimnisvollen.

### Fährebilder
Eine andere Seite von Szadurska ist in den Fährebildern zu erkennen. Bisher sind elf Arbeiten – Zeichnungen, Aquarelle, Grafiken und Ölgemälde – zum Bau der Fährverbindung von Konstanz nach Meersburg überliefert, welche das Technikinteresse der Künstlerin zeigen. Allerdings haben sich nur zwei der drei bekannten Ölgemälde erhalten. Die Version, welche das Wessenberg-Haus 1929 angekauft hatte, hat sich nicht erhalten, weil es 1937 als „entartetes“ Werk abgehängt worden war. Gerade die große Anzahl dieser Bilder lässt einen Blick auf die Arbeitsweise der Künstlerin zu: Gelegentlich nahm sie sich die Freiheit heraus, eine Zeichnung oder ein flüchtiges Aquarell in sorgfältigerer Ausführung oder gar als Ölbild umgesetzt zu wiederholen. So dokumentieren die zehn Fährehafenbau-Bilder nur fünf Bauzustände, während beim letzten Aquarell bereits eine Fähre anlegt. Wo es für eine ausgewogene Motivgestaltung nötig ist, werden Details zugunsten des Bildaufbaus verändert. So ist z. B.  der große Baulastenkahn in den Ölgemälden genau entgegengesetzt dargestellt wie in den Zeichnungen und Aquarellen. Gerne fügte sie das Detail eines kleinen Segelbootes oder eines Dampfers hinzu, um die große Seefläche aufzulockern.
Aber auch die Darstellung einer Fabrik oder die Zeichnung einer Autofahrt bezeugen ihr Technikinteresse, so wie manche Meersburgansicht ebenfalls recht grob vereinfacht dargestellt ist. Kraftvolle, farbig voluminöse Stillleben ergänzen diese Facette der Künstlerin. „… das Farberlebnis ist das Tiefste und Ursprünglichste in ihrer Kunst. Von der Farbe aus gestaltet sich ihr alle Form. Man vergegenwärtigt sich ihr prachtvolles Porträt einer Chinesin, oder ihr reifstes Werk, die Meersburger Fähre, und man wird nachempfinden können, wie diese Werke aus dem Wesen der Farbe und ihrer Zusammenklänge geboren worden sind…“

Bau der Fähre Meersburg – Konstanz. 1929, Öl auf Leinwand. Städtische Sammlung Meersburg
Meersburg vom Hafen Konstanz aus gesehen. 1940, Öl auf Leinwand. Städtische Sammlung Meersburg

### Neue Sachlichkeit
Wie zahlreiche Zeitgenossen wandte sich Kasia von Szadurska ab Mitte der 1920er Jahre von den expressiven Einflüssen ab und wendete sich der Neuen Sachlichkeit zu. Im Gegensatz zu ihren Künstlerkollegen des Breidabliks näherte sie sich aber nie der völligen Abstraktion an; sie begnügte sich mit der Vereinfachung der Gegenstände. Ein Spätwerk mit der entfernten Ansicht Meersburgs von Staad aus ist völlig der Neuen Sachlichkeit zuzuordnen.
Diverse Dokumente eröffnen, dass sie sich nicht nur mit der Grafik und der Malerei beschäftigte, sondern auch experimentierfreudig war. Mit dem Meersburger Bildschnitzer Joseph Ehinger kreierte sie Möbel und für die eigene Brauerei entwarf sie ein Werbeschild. Ferner experimentierte sie 1927 in München mit der Skulptur, schuf ein Wandgemälde, war Mitglied im künstlerischen Beirat des Städtebundtheaters Konstanz-Winterthur-Schaffhausen und entwarf das Bühnenbild am Konstanzer Stadttheater für Kalkutta 4. Mai. 3 Akte Kolonialgeschichte von Lion Feuchtwanger.

### Sujets

#### Maske
Ihre bevorzugten Sujets verbindet man gerne mit dem Mysteriösen: Ein Thema ist die Maske, hinter der man die wahre Empfindung verstecken kann, so wie ihr berühmtes Selbstporträt, welches hinter der lachenden Larve eine nachdenkliche, fast melancholische Frau zeigt. Von ihrer berühmtesten Arbeit zum Thema Masken, welche die Wessenberg-Galerie 1927 ankaufen wollte, ist der Aufbewahrungsort nicht bekannt. Nur in einer Beschreibung der Journalistin Elga Kern lebt das mysteriöse und sozialkritische Bild weiter: „Masken nennt sie das eine: im Vordergrund ein Knäuel Masken zusammengedrängt, deren schauerlich-groteske Ekstase wie das grelle Rampenlicht einer Vorstadtschmiere irdische Schadhaftigkeit, die überhebliche Leere, die sinnlose Zerklüftung neben unerhörter Not unverklärt entblößt. Im Hintergrunde ein trostloser Trauerzug, der bleischwer dem Düster zuschleicht. Und ganz ferne läßt irgendwo ein Gott die Sonne scheinen.“ Auch ihren älteren Sohn lässt Kasia von Szadurska mit Masken spielen.

#### Katzen
Noch viel häufiger ist die Katze im Werk der Malerin zu finden. Dies ist ein Wesen, dem über Jahrhunderte hinweg geheimnisvolle Eigenschaften zugeschrieben wurden. Ausdrucksstark sind die frühen Katzenporträts. Die früheste Arbeit scheint eine Lithographie zu sein, die mit dem dominierenden Schwarz gut in die Serie der düsteren Grafiken um 1920 passt. Eine schwarze Katze in Öl mit übersteigerten Gliedmaßen vor rot-orangem Hintergrund zeigt eine expressive Darstellung aus der Breidablik-Zeit; eine graue Perserkatze ist in der Formgebung zwar realistischer, dennoch zeigt der Hintergrund expressive Anklänge. Etwa zur selben Zeit müssen auch die Porträts entstanden sein, in denen Frauengestalten eine Samtpfote in Händen halten. Ferner existieren eine Kätzchenstudie und ein Grußkarte – wiederum ein Selbstporträt mit Katze – sowie zahlreiche Fotografien, welche die Künstlerin mit einer Katze zeigen, u. a. eine Weihnachtskarte von 1914 an Otto Ehinger und ein Foto mit einer Perserkatze auf der Terrasse des Hauses Ödenstein.
Aber auch ihre späteren Arbeiten, die gemäß der Kunstdoktrin des NS-Regimes ausschließlich der Realität verpflichtet sind, zeigen in der Darstellung der Katze nach wie vor die Fähigkeiten der Künstlerin. Mögen die Kinderporträts manchmal etwas zu lieblich oder zu deutlich dem „Blut-und-Boden-Stil“ verpflichtet sein – die Darstellungen der Katze stehen den früheren Werken nur unwesentlich nach. Im Grunde nimmt sie damit ein beliebtes Thema des Impressionismus wieder auf, der die Katze als Sinnbild vertrauter Nähe und zarter Berührung zeigt. Nur die Leichtigkeit des Pinselstrichs und extrem naturalistische Darstellung weicht vor allem ab 1933 vom Stil der Impressionisten ab.

#### Akte
Bis Ende der 1920er Jahre entstanden zahlreiche Akte und Selbstporträts – ein weiteres beliebtes Motiv der Künstlerin. Die Abbildung des menschlichen Körpers ermöglichte ihr, die innere Welt des Individuums auszudrücken: Emotionen, Gefühle, Ängste und Hoffnungen. Die ausdrucksstärksten Akt-Gemälde in kräftigen Farben sind ihre Selbstporträts. Ein Bild wurde bereits bei den Masken behandelt, weitere Gemälde sind das Selbstporträt mit entblößter Brust, welches Ehinger in seinem Artikel über die Breidablik-Ausstellung beschrieb: „Und eine Seite in ihr spürt den Sehnsüchten auf dem Grund der Seelen nach. Von dort das Bild der sündhaften Frau mit der entblössten Brust.“ Weitere Werke sind ein Rückenakt, ein Akt vor Spiegel (ebenfalls ein Selbstporträt) und diverse Boudoir-Motive, die teils als Zeichnungen, teils als Aquarelle und Pastelle existieren und gelegentlich auf Grafiken z. B. aus der Mappe 10 Akte zurückgreifen.
Bis Mitte der 1920er Jahre bestückte Kasia von Szadurska zahlreiche „Kreis“-Ausstellungen mit solchen Motiven. Alleine für die Ausstellung in Lindau vom 28. Juli bis 24. August 1926 schickte sie drei solcher Motive. Darüber hinaus haben sich einige Schwarz-Weiß-Fotos dieses Motivs im Nachlass erhalten. Eine melancholische Künstlerin ist bereits im Selbstporträt mit Maske vorgestellt worden. Das Selbstporträt mit entblößter Brust zeigt eine neugierig, vielleicht sogar kess in die Welt blickende Malerin, während die beiden anderen erwähnten Gemälde die Natürlichkeit im Umgang mit dem nackten Körper an den Tag legen, wie auch ein Foto der Künstlerin, das vermutlich im Atelier in der Laube in Konstanz während oder kurz nach der „Breidablik“-Zeit entstand. Im Hintergrund stehen Bilder ihrer Künstlerkollegen. Diese Bilder vermitteln einen Eindruck von der Lebenslust der sogenannten Goldenen Zwanziger Jahre, welche über die zahlreichen Künstlerpersönlichkeiten auch an den Bodensee getragen wurden.

#### Porträts
Trotz der Unabhängigkeit, die Kasia von Szadurska auch gegenüber ihrem Ehemann behauptete – zur Betreuung der Söhne stellte sie ein Kindermädchen ein – nehmen Porträts und Genreszenen der Kinder Till und Thorgrim einen breiten Raum ein. Spielende Kinder, schlafende Kinder und Porträts vorwiegend von Till, lassen vermuten, wie schwer die Künstlerin die Trennung von ihren Kindern traf, die mit der Scheidung von Ehinger einherging. Auch einige Briefe und Postkarten an die Söhne bestätigen dies. Obwohl die Eheleute Ehinger sich erst 1934 trennten und 1935 geschieden wurden, ging das Paar bereits um 1929/1930 getrennte Wege. Kasia von Szadurska verließ für immer längere Zeiten die Familie, wie der Sohn Thorgrim bestätigte. Ein Dilemma, das vielleicht auch das ungewöhnliche Selbstporträt mit ihren beiden Söhnen von 1930 ausdrückt, in dem sich Kasia mit einem voluminösen Pelzmantel fast einer Schutzmantelmadonna gleich darstellt, unter dem ihre nackten Söhne Schutz suchen. Bereits in der Sommerausstellung desselben Jahres in Freiburg wurde das befremdliche Sujet und die Qualität des Bildes beschrieben: „und eigenartig Kasia von Szadurska – Meersburg. Diese malt sich mit ihren Kindern, aber es ist ein Zwiespalt in diesem virtuos gemalten Bildern, in dieser majestätischen Mutter im Pelz und in Glacéhandschuhen und den beiden nackten Kindern.“
Dies und die Tatsache, dass sie nun ausschließlich von ihrer Kunst in einer Diktatur leben musste, erklären die zahlreichen Porträts, die in den 1930er Jahren entstanden sind. In der Regel handelte es sich dabei um Auftragskunst, die nach Maßgaben der Auftraggeber entstanden ist. Im Brief vom 8. Oktober 1929 an Heinrich Beuttenmüller wird deutlich, wie sehr sie von der Porträtmalerei abhängig war und dies das Durchführen von anderen Kunstprojekten erschwerte: „Bis jetzt brachte mir die Ausstellung [im Wessenberghaus Konstanz] 6 Aufträge für Kinderporträts. [...] Ich hatte lange keine Gelegenheit – illustrativ zu arbeiten, weil ich fast immer Porträts u. ähnliches male, aber umso mehr würde mich eine solche Aufgabe wieder reizen.“
Einige großformatige Blumensträuße vervollständigen das Spätwerk. Mit einer dieser Blumenarrangements – Gladiolen – wollte die Künstlerin sich an der Ausschreibung des Jahres 1937 für das neu eingeweihte „Haus der Deutschen Kunst“ in München beteiligen, wie ein Etikett am Rahmen dieses Gemäldes aus Privatbesitz bezeugt. Allerdings scheint sie nicht angenommen worden zu sein, wie die Kataloge des Kunsthauses der Zeit 1937–1941 bezeugen. Kurz vor ihrem Tod nahm sie in Berlin an mindestens zwei Ausstellungen des „Vereins der Künstlerinnen zu Berlin“ teil; bei der ersten mit dem Ölgemälde Spielendes Kind bei der zweiten mit den Werken Bildnis eines alten Herrn sowie Mutter und Kind.

## Ausstellungen
- Januar – März 1919: Mannheim, Kunsthalle „Das badische Land im Bild“
- 19. März – 13. April 1922: Konstanz, Kunstverein, Einzelausstellung
- 16. Mai – Ende August 1925: Berlin, Landesausstellungsgebäude am Lehrter Bahnhof, „Große Berliner Kunstausstellung“
- 28. Juli – 24. August 1926: Lindau, Toskana Park
- 3. – 24. Oktober 1926: Winterthur, Kunstverein, Ausstellung der Kunstvereinigung „Der Kreis“
- August 1927: Konstanz, Wessenberghaus, Ausstellung der Kunstvereinigung „Der Kreis“
- 7. Mai – 30. September 1927: Berlin, Landesausstellungsgebäude am Lehrter Bahnhof, „Große Berliner Kunstausstellung“
- Mai bis November 1927: München, Handwerkerausstellung
- Sommer 1928: Friedrichshafen, Ausstellung der Kunstvereinigung „Der Kreis“
- November 1928: Kunstgewerbemuseum Schwäbisch Gmünd,
- 1929: Ulm, Schwörhaus
- Mai / Juni 1929: Konstanz, Wessenberghaus (Kunstverein)
- 15. September bis Anfang Oktober 1929: Konstanz, Wessenberghaus mit ca. 70 Werken
- 1929: Stuttgart, Kunsthaus Schaller, Ausstellung der Kunstvereinigung „Der Kreis“
- Frühjahr/Sommer 1930: Karlsruhe
- Sommer 1930: Freiburg, Kunstverein, Sommerausstellung
- Mai 1931: Kassel, Kunstverein
- 1931: Konstanz, Wessenberghaus „Bodensee-Kunstausstellung“
- Juli – September 1932: Lindau, Altes Rathaus, Ausstellung der Kunstvereinigung „Der Kreis“
- Juli – Mitte August 1933: München, Neue Pinakothek und Deutsches Museum (Bibliothek-Bau), Staatliche Kunstausstellung München
- 16. Juli – 10. September 1933: Bregenz, Vorarlberger Landesmuseum, Ausstellung der Kunstvereinigung „Der Kreis“
- 15. Oktober – 19. November 1933: Winterthur, Kunstverein, Ausstellung der Kunstvereinigung „Der Kreis“
- April – Juli 1936: Baden-Baden, Ständige Kunstausstellung, Kunst-Ausstellung Baden-Baden

- 10. Dezember 1939 – 9. Januar 1940: Berlin, Galerie v. d. Heyde, organisiert vom deutschen Lyzeum-Klub und des Vereins der Künstlerinnen zu Berlin
- 4. Juni – 2. Juli 1940: Berlin, Gastausstellung des Vereins der Künstlerinnen zu Berlin

### Postum
- Ab 12. September 1942: Wessenberghaus Konstanz (Kunstverein Konstanz) Sommerausstellung der Bodenseemaler
- 5. Dezember 2009 – 7. März 2010: Städtische Wessenberg-Galerie Konstanz
- 14. März 2010 – 24. Mai 2010: Meersburg, Städtische Galerie, Neues Schloss Meersburg. Kasia von Szadurska. 1886–1942 – Leidenschaft und Leid[12]

### Gesamtdarstellungen
- Brigitte Rieger-Benkel: Kasia von Szadurska. Zwischen Sinnlichkeit und Abgrund. In: Leben am See 2009, S. 51–62.
- Susanne Satzer-Spree: Kasia von Szadurska – Porträt einer künstlerischen Frau im „Felsennestchen“ am Bodensee. In: Leben am See. Nr. 10, 1992/1993, S. 172–175.
- Barbara Stark: Kasia von Szadurska. Eine Künstlerin jenseits der Konventionen. In: Allmende 2008.

### Lebensabschnitte von Kasia von Szadurska
- Berlinische Galerie (Hrsg.): Profession ohne Tradition. 125 Jahre Verein der Berliner Künstlerinnen. Berlin 1992, S. 448–452.
- Manfred Bosch: Bohème am Bodensee. 3. erw. Auflage, Libelle, Lengwil 2007, ISBN 978-3-909081-75-2, S. 227–232 (Kapitel: Über das Recht, seine Überzeugung zu verleugnen. Otto Ehinger und Kasia von Szadurska).
- Yvette Deseyve: Der Künstlerinnen-Verein München e. V. und seine Damenakademie. Eine Studie zur Ausbildungssituation von Künstlerinnen im späten 19. und frühen 20. Jahrhundert. Utz, München 2005, ISBN 3-8316-0479-7, S. 189 (= Kunstwissenschaften. Bd. 12, zugleich: München, Univ., Magisterarbeit, 2002/2003, mit einer Aufstellung aller ordentlichen Mitglieder, Schülerinnen und Lehrkräfte sowie Unterrichtsfächer in den Jahren 1882–1920).
- Brigitte Grande: Gemäldegalerie für Meersburg. In: Bodenseehefte, Nr. 7, 1990, S. 48–51.
- Andrea Hofmann: Geächtet – geachtet. Kunst im Nationalsozialismus am Beispiel in Konstanz. Begleitheft zur Ausstellung im Kunstverein Konstanz, 26. Juli–23. August 1987, Konstanz, S. 22 f.
- Andrea Hofmann: „Entartete“ Kunst am Bodensee. In: Bodenseehefte, Nr. 8, 1987, S. 20–25.
- Carlo Karrenbauer: Die Künstlergruppe Breidablik. In: Keramikzentrum Konstanz. Jugendstil bis 50er Jahre. Stuttgart 1997, S. 35–41.
- Anne Langenkamp: Kunst von der Jahrhundertwende bis 1945. In: Städtische Wessenberg-Galerie Konstanz (Hrsg.): See-Blick. Deutsche Künstler am Bodensee. Konstanz 1998, S. 9–34.
- Anne Langenkamp: Deutsche Künstler des Expressionismus am Bodensee. In: Städtische Wessenberg-Galerie Konstanz (Hrsg.): Expressionismus am Bodensee. Literatur und Bildende Kunst. Eggingen 2001, S. 114.
- Anne Langenkamp: Ich bin zart – ich bin stark! Deutsche Künstlerinnen am Bodensee 1900–1950. In: Städtische Wessenberg-Galerie Konstanz (Hrsg.): Eigenwillig. Künstlerinnen am Bodensee 1900–1950. Konstanz 2005, S. 19–40.
- Verein der Berliner Künstlerinnen (Hrsg.): Käthe, Paula und der ganze Rest. Berlin 1992, ISBN 3-89181-411-9. S. 168.

### Ausstellungskatalog
- Brigitte Rieger-Benkel, Barbara Stark: Kasia von Szadurska (1986–1942) – Leidenschaft und Leid. Katalog zur Ausstellung in der Städtischen Wessenberg-Galerie Konstanz und Städtische Galerie Neues Schloss Meersburg. Konstanz 2009, ISBN 978-3-929768-24-4.